# Баланс услуг
Баланс услуг, невидимый баланс (англ. invisible balance) — это часть платёжного баланса, которая отражает международное движение услуг и других продуктов, не предполагающих передачи физических объектов — например, консалтинговых, транспортных, туристических услуг, доходов от патентных лицензий. Развитие учёта услуг и выделение баланса услуг в системе национальных счетов вызвано развитием третичного сектора. Термин невидимый баланс распространён в англоязычных странах.

## Структура баланса услуг
Согласно системе национальных счетов 2008 года, баланс услуг складывается из двенадцати стандартных компонентов:
- услуги по обработке сырья и материалов, принадлежащих другим лицам;
- услуги по техническому обслуживанию и ремонту, не отнесённые к другим категориям;
- транспортные услуги;
- поездки;
- строительные услуги;
- страховые и пенсионные услуги;
- финансовые услуги;
- плата за использование продуктов интеллектуальной собственности, не отнесённая к другим категориям;
- телекоммуникационные, компьютерные и информационные услуги;
- прочие деловые услуги;
- личные услуги и услуги в сфере культуры и отдыха;
- государственные товары и услуги, не отнесённые к другим категориям.

## Значение баланса услуг
Для стран, которые полагаются на экспорт услуг (включая туризм), невидимый баланс особенно важен. Например, Соединённое Королевство и Саудовская Аравия получают значительные международные доходы от финансовых услуг, в то время как Япония и Германия больше полагаются на экспорт промышленных товаров. В Российской Федерации дефицит баланса услуг сжимался в 2020—2021 годах из-за сокращения импорта по статье «Поездки» (туризм, деловые поездки) под влиянием коронавирусной инфекции.